# Chaetopsylla wenxianensis
Chaetopsylla wenxianensis är en loppart som beskrevs av Wang Hsine, Liu Chien et Liu Chiying 1979. Chaetopsylla wenxianensis ingår i släktet Chaetopsylla och familjen grävlingloppor. Inga underarter finns listade i Catalogue of Life.